# Vlachovo
Vlachovo é um município da Eslováquia, situado no distrito de Rožňava, na região de Košice. Tem 37,33 km² de área e sua população em 2018 foi estimada em 806 habitantes.

## Demografia
| Ano:        | 1994 | 2004 | 2014   | 2024    |
| ----------- | ---- | ---- | ------ | ------- |
| Broj ljudi: | 914  | 914  | 860    | 764     |
| Razlika:    |      | +0%  | -5,90% | -11,16% |

| Ano:               | 2023 | 2024 |
| ------------------ | ---- | ---- |
| Número de pessoas: | 764  | 764  |
| Diferença:         |      | +0%  |